# Gare d'Hastière
La gare d'Hastière est une ancienne gare ferroviaire belge de la ligne 154, de Namur à Dinant et Givet (F) située sur la commune d'Hastière, en région wallonne dans la province de Namur.
Elle est mise en service en 1863 par la Compagnie du Nord - Belge et ferme en 1988 aux trains de voyageurs commerciaux.

## Situation ferroviaire
La gare d'Hastière se trouvait au point kilométrique (PK) 41,8 de la 154, de Namur à Dinant et Givet (F), entre les haltes de Waulsort-Village et d'Hermeton-sur-Meuse. Du temps du Nord - Belge, elle constituait le PK 101,9 en partant de Liège-Longdoz.

## Histoire

### Mise en service
En 1863, la Compagnie du Nord - Belge inaugure la section de Dinant à Heer-Agimont (frontière) de sa ligne de Namur à Givet, actuelle ligne 154. Hastière est alors la seule gare intermédiaire de cette section.
Filiale de la Compagnie des chemins de fer du Nord, le Nord-Belge reprenait ses plans types architecturaux. Celui de Tailfer reprend le modèle le plus répandu avec deux ailes, symétriques à l'origine, de part et d'autre d'un corps de logis de trois travées. À Hastière, gare d'une certaine importance, les ailes latérales possèdent trois travées. Une halle aux marchandises desservie par deux voies de débord complètent les voies de la gare, au nombre de six.

### Nœud ferroviaire
La Compagnie de Chimay, exploitant la ligne 156 vers Chimay et Anor possédait un petit dépôt de locomotives en gare d'Hastière. Cette société privée, tout comme le Nord - Belge à laquelle elle était liée, est nationalisée durant les années 1940. La ligne 156, en service depuis 1866, ferme en 1954 entre Hastière et Mariembourg.
Les promoteurs du projet de chemin de fer d'Athus à la Sambre ont envisagé, dans les années 1860-1870, de faire passer cette ligne par Hastière, réalisant le trajet le plus court entre Gedinne et Mettet. Le tracé final de cet ensemble de lignes achevées pour le compte de l’État belge en 1899 passera finalement par Houyet, Dinant et la vallée de la Molignée, franchissant la Meuse à Anseremme.

### Fermeture
Sur la ligne 154, la SNCB met fin aux dessertes voyageurs au-delà de Dinant en 1984 mais la SNCF prend à son compte les trains de Dinant à Givet jusqu'à la date finale du 28 mai 1988. Le trafic des marchandises est à son tour suspendu le 1er juillet 1989. L'association du Chemin de fer à vapeur des Trois Vallées obtient l'autorisation d'y faire circuler des trains touristiques à partir de 1990 — Hastière servant de gare de croisement — mais cette activité sur la ligne 154 prend fin le 11 novembre 2000. La voie est toujours présente sur l'essentiel du parcours mais inutilisable.
Le bâtiment voyageurs de 1863 et la halle aux marchandises sont réutilisés comme logements et entrepôt.

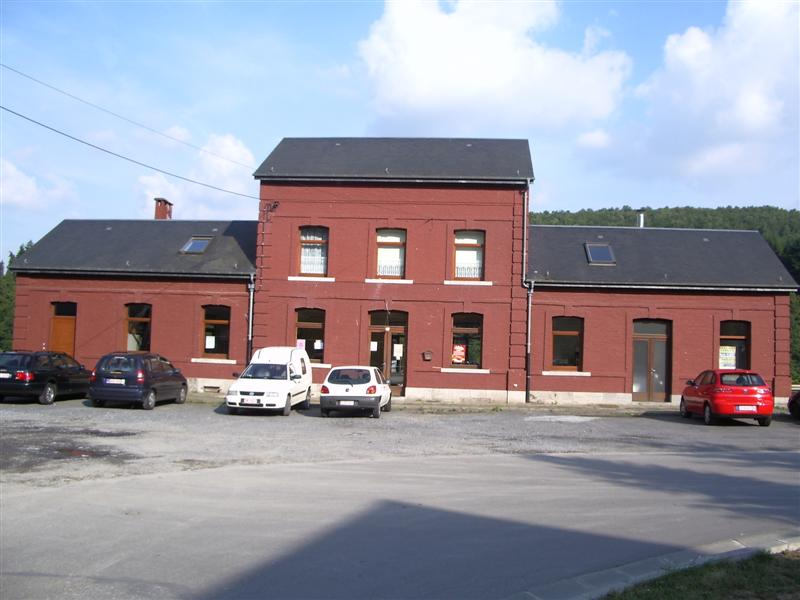
Bâtiment de la gare, côté rue.

### Réouverture de la ligne 154 à l'étude
Les 22 km fermés de la ligne de Dinant à Givet représentant un chaînon manquant entre les lignes, ouvertes, de Namur à Dinant et de Givet à Charleville-Mézières, plusieurs projets de réouverture aux voyageurs en vue de désenclaver la région et diminuer le trafic routier ont été envisagés depuis 2004 par la France et la Belgique. Un accord de principe ayant été signé en ce sens le 9 décembre 2021 et une étude de faisabilité a été entamée. Un projet de chemin RAVeL et sa compatibilité avec une exploitation ferroviaire de l'autre voie sont également en discussion. Le conseil communal d'Hastière et son bourgmestre se sont à plusieurs reprises mobilisés contre le retour des trains entre Dinant et Givet, mettant en avant les nuisances sonores et le fait que l'économie de la commune ne tirerait pas assez profit de cette desserte à longue distance.